# 宮武正道
宮武  正道（みやたけせいどう、1912年9月6日 - 1944年8月16日）は、日本の言語研究者である。マレー語の専門家として知られる。大学の職は求めなかったものの、生家の経済力に支えられて一生を学問に費やし、自費出版を含む30冊以上の著書を出版した。正道（まさみち）と命名されたが、文筆活動に入る頃に同じ漢字で「せいどう」と名乗るようになった。

## 生涯

### 幼少期

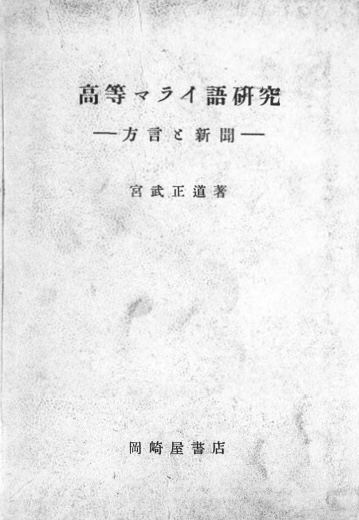
宮武の著書『高等マライ語研究 方言と新聞』の表紙 (1943年)。

1912年、奈良県奈良市西御門町にて、製墨業を営む佐十郎、てるのもとに生まれる。奈良県師範学校附属の幼稚園、小学校を卒業したのち、1925年に奈良県立奈良中学校に入学。中学時代には、切手蒐集とエスペラントに熱中した。エスペラントは1年でマスターし、友人にも勧めていたという。また、切手の蒐集家としても、乾健治編『大和蒐集家人名録』で紹介された。

### エスペラントの学習
1930年に中学校を卒業した宮武は、ラジオへの興味から大阪の無電学校に通うもすぐに退学し、同年4月に天理外国語学校馬来語部に入学した。天理外国語学校では、マレー語を勉強するかたわら、奈良エスペラント会の一員としても熱心に活動し、1930年10月には雑誌『EL NARA』を創刊した。奈良エスペラント会では、新聞記者・写真家の北村信昭とも協働したが、北村が「エスペラントは、その拡大運動それ自身が国際的平和運動であると同時に単に各国人が、その非科学的な自国語を、それによって再批判することのみをもってしても、絶大な意義を有する」という考えであったのに対し、宮武は「エスペラントは言語である。単なる言語なのである。従ってそれが言語である以上ファシズムの宣伝にも、商店の広告にもしようされるだろうが、エスペラント語そのものは本質的には如何なる思想をも含んでいないのである」という考えであった。なお、参加者の減少に伴い、奈良エスペラント会の活動は失速していった。

### パラオ語の学習
天理外国語学校にて、宮武はパラオ語の学習にも取り組んだが、その契機となったのは、1930年10月にパラオからの留学生エラケツと出会ったことであった。宮武はエラケツから聞き取ったパラオの伝説や民話を雑誌に寄稿したほか、『パラオ叢書』『南洋パラオ島の伝説と民謡』といった書籍を発行した。なお、黒岩康博はその後の宮武の動向について「当初はパラオ語のみに向いていた宮武の視線は、その奥にあるパラオの土俗へも向かうようになっていた。つまり、彼のエキゾティズムの対象が、人口の国際言語エスペラントから、同じ『言語』である土着の民族語・パラオ語のみならず、一度はパラオの土俗という民族文化へと広がったのである」と指摘している。
なお、宮武はエスペラントやパラオ語以外にも、アラビア語、ドイツ語、ミナンカバウ語、ジャワ語、バタク語、タガログ語を学んでいた。宮武は16の言語に精通していたと言われており、外国人からの手紙もしばしば届いていたため、警察から要注意人物として警戒されていたという。

### マレー語の研究
奈良市と東洋民族博物館の嘱託を受けた宮武は、1932年7月から8月にかけてジャワ・セレベス島への旅行を行い、現地の新聞 "Bintang Timur" の主幹 Parad Harahap の知己を得た。これを機に宮武は、マレー語の学習に本腰を入れる。辞書を頼りに現地の新聞や雑誌を読み解き『マレー語現代文ト方言ノ研究』『続編 マレー語現代文ト方言ノ研究』『マレー語新語辞典』を発行した。なお、上田達は、宮武の辞書編纂姿勢について「宮武の不満は、辞典に用いられているのがマレー半島のマレー語であったことの他に、用例や出典が古典文学に偏っていたことにある。これに対して、彼は主に新聞や雑誌に見られる『生きた』マレー語を読むことに関心をおいた。マレー語だけにこだわることなく、日常的な言語生活で使用されるほどまでにこなれた言葉であれば、中国語、オランダ語、バタビヤ方言に由来する語彙も含めて、小辞典という形でまとめ、後にこれを増補したものを 1938年に岡崎屋書店より『日馬小辞典』として出版している」と指摘している。
1940年に日本の外務大臣である松岡洋右が「大東亜共栄圏」の確立という外交方針を打ち出し、1941年にアジア・太平洋戦争が勃発すると、宮武の編纂する著書も軍事色が強まり、「どの方向に敵兵は逃げたか」といった例文が掲載されるようになった。また、宮武は日本の南方政策の確立に伴い、言語政策への関与を強めた。具体的には、留学生が漢字を覚えられないことを理由とした漢字廃止論や、マレー語のローマ字表記の改革を訴え「数千人の通用者しかいない少数の民族語が東印度の共通標準語たるマライ語に圧倒されるのも当然でのことあり、且つ喜ぶべき現象であろう」「旧勢力の一掃のためには英式、蘭式ともに之を一掃して、真に大東亜式なるローマ字綴を採用するのが有意義」「マレー語はエスペラント語と同様の国際語の一種であって、他の民族言語とは全く違ったところがある」とまで述べている。ただし、これらの主張が実現することはなかった。

### 晩年
宮武はマレー語の専門家として活躍し、1943年にはスカルノの通訳を務めたほか、1944年には奈良県から通訳事務を嘱託されており、1944年にはタガログ語の辞書編纂に着手していた。しかし同年8月16日、自宅で病死した。

## 著書
| 年代   | 書名                                                            | 備考                                                                                |
| ------ | --------------------------------------------------------------- | ----------------------------------------------------------------------------------- |
| 1931年 | 『馬来語読本』                                                  | 天理外国語大学の佐藤栄三郎とともに編纂                                              |
| 1932年 | 『ジャワ見聞記』                                                | 自費出版                                                                            |
| 1935年 | 『馬来語書キ 日本語文法の輪郭』                                 |                                                                                     |
| 1936年 | 『マレー語現代文ト方言ノ研究』                                  | 同年に続編を発売                                                                    |
| 1938年 | 『メナンカバウ語文法概略』                                      |                                                                                     |
| 1938年 | 『日馬小辞典』                                                  |                                                                                     |
| 1938年 | 『マレー語新語辞典』                                            |                                                                                     |
| 1938年 | 『ジャバ語文法概略』                                            |                                                                                     |
| 1939年 | 『南洋文学』                                                    |                                                                                     |
| 1941年 | 『最新ポケット・マレー語案内』                                  |                                                                                     |
| 1942年 | 『コンサイス馬来語新辞典/インドネシア日本語辞典(新馬来語辞典)』 |                                                                                     |
| 1942年 | 『馬来語新辞典』                                                |                                                                                     |
| 1942年 | 『大東亜語学叢刊 マレー語』                                     |                                                                                     |
| 1942年 | 『バヤン・ブディマン物語』                                      | 翻訳                                                                                |
| 1942年 | 『インドネシヤ人の文化』                                        |                                                                                     |
| 1942年 | 『ヤシノミズ ノ アジ』                                          |                                                                                     |
| 1942年 | 『南洋の文化と土俗』                                            |                                                                                     |
| 1942年 | 『インドネシヤの声』                                            |                                                                                     |
| 1942年 | 『標準マレー語講座1』                                           |                                                                                     |
| 1942年 | 『標準マライ語第一歩』                                          |                                                                                     |
| 1943年 | 『標準マレー語講座2』                                           |                                                                                     |
| 1943年 | 『高等マライ語研究―方言と新聞』                                 |                                                                                     |
| 1943年 | 『標準マレー語講座3』                                           |                                                                                     |
| 1943年 | 『南洋の言語と文学』                                            |                                                                                     |
| 1943年 | 『カド爺さんの話』                                              | 土家由岐雄との共著                                                                  |
| 1943年 | 『標準馬来語大辞典』                                            | 薗田顕家とともに編纂主任として博文館より刊行。語数10 万、当時世界最大の馬来語辞典。 |
| 1943年 | 『マライ語童話集』                                              |                                                                                     |
| 1944年 | 『インドネシヤ・バルー』                                        |                                                                                     |

## 評価
舟田京子と工藤直子は「宮武正道は、戦前、戦中のインドネシア語の前身であるマレー語の教育・研究において、先駆的な役割を果たした。マレー語と言っても現在のマレーシアに相当するマレー半島におけるものと、現在のインドネシアに当たるオランダ領東インドにおけるマレー語のうち、宮武が著した辞典はインドネシアのものである」と指摘している。一方、黒岩康博は2011年の論考で宮武の業績について「従来は彼のマレー語（ムラユ語、馬来語）の研究にのみ焦点が当てられてきた」が、その研究は「アラビア語、エスペラント、パラオ語などを遍歴した末に辿り着いた地平」であると指摘している。同時に、黒岩は「東南アジアの民族語の研究へと邁進する姿勢の根底にあったのが、切手蒐集と同じエキゾティズムに過ぎないとしても、大東亜圏内では『現地ニ於ケル固有語ハ可成之ヲ尊重スル』という方針を一度打ち出した日本政府からすれば、その営為は実に都合よく映ったであろう」とも指摘している。